# 松永知子
松永 知子（まつなが ともこ、1971年8月10日 - ）は、日本の元女子サッカー選手。元サッカー日本女子代表。

## 来歴
1984年から1993年シーズンまで読売サッカークラブ女子・ベレーザに在籍し、日本女子サッカーリーグでは1989年から1993年までの計5シーズンでリーグ戦65試合に出場した。
サッカー日本女子代表では、1988年6月1日、中国遠征でのアメリカ合衆国代表との試合でデビューした。その後、毎年代表に選出され、 AFC女子選手権には1989年と1991年に出場、1990年アジア競技大会にも出場した。1991年まで通算で13試合に出場した。

## 代表歴
- 1988年6月1日 - 日本女子代表初出場 -  アメリカ合衆国戦 (国際女子大会、中国・広州)

### 主な出場歴
- 1989 AFC女子選手権（3位）
- 1991 AFC女子選手権（準優勝）
- 1990年アジア競技大会（準優勝）

### 試合数
| 日本代表 | 国際Aマッチ | 国際Aマッチ |
| 年       | 出場        | 得点        |
| -------- | ----------- | ----------- |
| 1988     | 2           | 0           |
| 1989     | 4           | 0           |
| 1990     | 2           | 0           |
| 1991     | 5           | 0           |
| 通算     | 13          | 0           |

### 出場
| #  | 開催日         | 開催地   | 会場                         | 相手                 | 結果        | 監督     | 大会             |
| -- | -------------- | -------- | ---------------------------- | -------------------- | ----------- | -------- | ---------------- |
| 1  | 1988年06月01日 | 広州     |                              | アメリカ合衆国       | ●2-5        | 鈴木良平 | 広州国際大会     |
| 2  | 1988年06月05日 | 広州     |                              | スウェーデン         | ●0-3        | 鈴木良平 | 広州国際大会     |
| 3  | 1989年01月14日 | アモイ   |                              | フィリピン           | ○13-0       | 鈴木良平 | アモイ国際大会   |
| 4  | 1989年12月22日 | 香港     |                              | 香港                 | ○3-0        | 鈴木保   | アジア選手権     |
| 5  | 1989年12月24日 | 香港     |                              | 香港                 | ○14-0       | 鈴木保   | アジア選手権     |
| 6  | 1989年12月29日 | 香港     |                              | 香港                 | ○9-0        | 鈴木保   | アジア選手権     |
| 7  | 1990年09月09日 | 釜山     |                              | 韓国                 | ○5-0        | 鈴木保   | 国際親善試合     |
| 8  | 1990年09月29日 | 北京     |                              | 韓国                 | ○8-1        | 鈴木保   | アジア大会       |
| 9  | 1991年04月05日 | ヴァルナ |                              | ハンガリー           | ○2-0        | 鈴木保   | ヴァルナ国際大会 |
| 10 | 1991年05月28日 | 福岡県   | 平和台陸上競技場             | 香港                 | ○4-1        | 鈴木保   | アジア選手権     |
| 11 | 1991年06月01日 | 福岡県   | 福岡県営春日公園             | マレーシア           | ○12-0       | 鈴木保   | アジア選手権     |
| 12 | 1991年06月06日 | 福岡県   | 東平尾公園博多の森陸上競技場 | チャイニーズタイペイ | △0-0(PK5-4) | 鈴木保   | アジア選手権     |
| 13 | 1991年06月08日 | 福岡県   | 東平尾公園博多の森陸上競技場 | 中国                 | ●0-5        | 鈴木保   | アジア選手権     |